# Radarcontrole

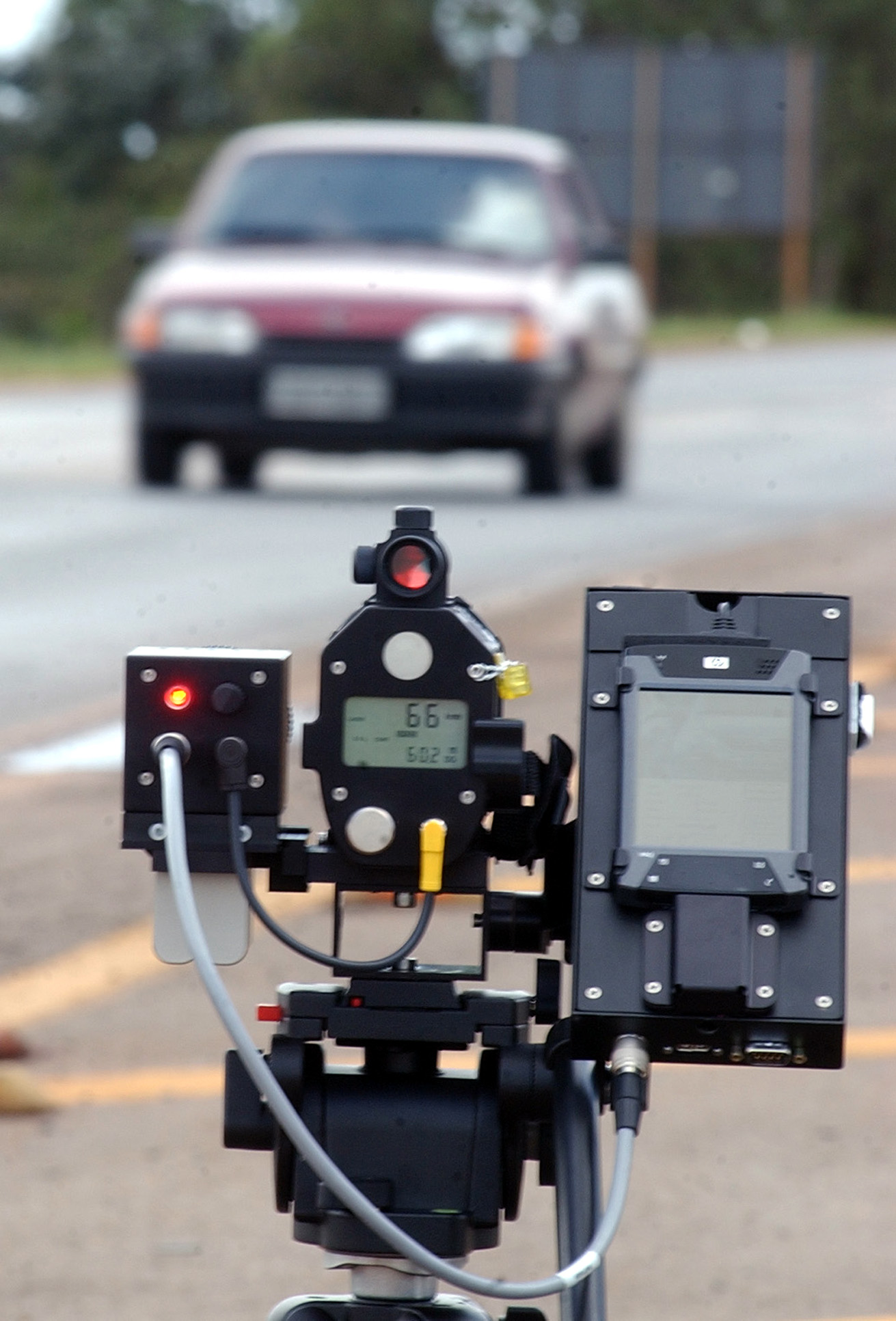
Infraroodradar in actie in Brazilië

Radarcontrole is een door de politie gebruikte snelheidscontrole van voertuigen met behulp van radarmeting. 
Het speciaal voor dit doel ontwikkelde radarapparaat wordt onder een hoek van ongeveer 20 graden met de weg geplaatst. Het apparaat zendt continu een radarsignaal uit op een vaste frequentie. Het verkeer rijdt door deze radarbundel en reflecteert het signaal. De frequentie van het teruggekaatste signaal is een maat voor de snelheid van het voertuig (dopplereffect). Deze meting is minder geschikt voor motoren en bromfietsen aangezien die niet altijd de noodzakelijke hoek van ongeveer 20 graden aanhouden als deze het radarapparaat passeren. Om dezelfde reden is deze meting niet toepasbaar bij snelheidsmetingen op het water.
Wanneer de snelheid boven een vooraf ingestelde drempelwaarde komt, wordt een signaal naar een fototoestel gestuurd, waarmee de snelheidsovertreder wordt gefotografeerd. Aan de hand van het gefotografeerde kenteken van het voertuig wordt de eigenaar achterhaald, die vervolgens bekeurd wordt en een schikking thuisgestuurd krijgt.
Doordat de radar de lengte van het voertuig kan meten, kan het enigszins onderscheid maken tussen vrachtwagens en personenauto's, en zodoende verschillende snelheidsdrempels hanteren. Dit geldt echter alleen voor voertuigen die de radarcontrole van de achterzijde naderen. De voertuigen die de radarcontrole vanaf de voorzijde naderen worden maximaal tot 3 meter "gemeten" en dan eventueel geflitst. Anders zou een vrachtauto met het kenteken aan de voorzijde al buiten het beeld van de camera zijn. Het onderscheid lukt niet altijd bij campers of kampeerauto's doordat deze wel de lengte van een vrachtauto kunnen hebben maar desondanks een personenauto zijn.
Sommige automobilisten gebruiken radarverklikkers om op tijd op de hoogte te worden gebracht van de aanwezigheid van zo'n snelheidsmeting. Dit is in veel landen, waaronder Nederland, bij wet verboden. In enkele landen zoals Zwitserland en Frankrijk is het zelfs verboden de posities van de vaste flitspalen in een navigatieapparaat opgeslagen te hebben.